# ستون شکسته

ستون شکسته (۱۹۴۴ میلادی) اثر نقاش مکزیکی فریدا کالو (۱۹۰۷ - ۱۹۵۴ میلادی)

ستون شکسته (به اسپانیایی: La Columna Rota) اثری سوررئال از نقاش مکزیکی فریدا کالو (۱۹۰۷ - ۱۹۵۴ میلادی) است که در سال ۱۹۴۴ میلادی خلق شده‌است. 
این اثربسیار زیبا است شاید تنها کار فریدا است که در آن مستقیماً به دردهایی که از آن‌ها بیشتر در طول زندگیش رنج می‌برد، اشاره دارد و ستون یا به تعبیری بهتر ستون فقرات فریدا، به خودی خود یکی از این علت‌هاست و یادآور تصادفی است که در جوانی مسیر زندگی این زن مکزیکی را تغییر داد. 
اما این تصویر تنها به جراحات فیزیکی نقاش اشاره نمی‌کند، بلکه حس زنانه‌اش را به دراماتیک‌ترین شکل ممکن به تصویر کشیده‌است. میخ‌هایی که در جای جای بدنش نشسته‌است، نشان از درد و رنجی است ظاهری که تکه تکه اعتماد به نفسش را در هم می‌شکند. در چهره‌اش عزم و جسارتی به زانو در آمده موج می‌زند و بدن نیمه عریانش، طعنه‌ای تلخ به دیه گو ریورا دارد. فریدا در سال ۱۹۳۹ میلادی از دیه گو جدا شد و پس از یکسال دوباره با وی ازدواج کرد. طبیعت زنباره و روابط پنهانی دیه گو با خواهر فریدا، همیشه برای فریدا آزار دهنده بود. اندکی قبل از خلق ستون شکسته، لئون تروتسکی برای مدتی با آن‌ها زندگی کرد. وی از فعالان کمونیسم و از دوستان دیه گو به حساب می‌آمد و عده‌ای از رابطه پنهانی وی با فریدا سخن به میان آورده‌اند. در این میان، توازن دیدنی تقدیر و تصمیم است که ستون شکسته را از سایر کارهای فریدا متمایز می‌سازد. دوگانگی زیبای فریدا از منطقی برحسب ظاهر مغرور نشات می‌گیرد تا اندوه درونی وی را بپوشاند.
این اثر هم‌اکنون در مجموعه Dolores Olmedo در مکزیکوسیتی نگهداری می‌شود.